# Super Bowl LVIII
Super Bowl LVIII var den 58:e upplagan av Super Bowl, finalmatchen i National Football League för säsongen 2023. Matchen spelades den 11 februari 2024 mellan San Francisco 49ers och Kansas City Chiefs som är vinnare av konferenserna American Football Conference respektive National Football Conference. Värd för Super Bowl LVIII var Allegiant Stadium i Paradise vid Las Vegas. Det var första gången som Super Bowl spelades i Nevada.
Som halvtidsunderhållning uppträdde Usher, och det var andra gången då för honom som även var gäst när The Black Eyed Peas stod för underhållningen i Super Bowl XLV.
Matchen vanns av Kansas City Chiefs på övertid. Det var första gången som övertiden innebar att båda lagen var garanterade att få spela för poäng. Tidigare var regeln att matchen avslutades om de som vann övertidens slantsingling gjorde touchdown i sin första drive vilket hände i Super Bowl LI. Quarterbacken Patrick Mahomes utsågs till Most Valuable Player. Det var andra året i rad, tredje gången av de fem senaste och fjärde gången totalt som Kansas City Chiefs lyckades vinna Super Bowl.